# Aegolius
Aegolius – rodzaj ptaków z podrodziny sóweczek (Surniinae) w rodzinie puszczykowatych (Strigidae).

## Zasięg występowania
Rodzaj obejmuje gatunki występujące w Eurazji i Ameryce.

## Morfologia
Długość ciała 18–28 cm; masa ciała 70–195 g.

## Systematyka

### Etymologia
- Aegolius: łac. aegolius „piszcząca sowa”, od gr. αιγωλιος aigōlios „ptak wieszczący nieszczęście, mieszkający w skałach i jaskiniach”, prawdopodobnie jakaś sowa[13].
- Nyctala: gr. νυκταλος nuktalos „senny, śpiący”, od νυσταζω nustazō „drzemać”[13]. Nomen nudum.
- Scotophilus: gr. σκοτος skotos „ciemność”; φιλος philos „miłośnik”[13]. Gatunek typowy: Strix tengmalmi J.F. Gmelin, 1788 (= Strix funereus Linnaeus, 1758).
- Glaux: gr. γλαυξ glaux, γλαυκος glaukos „sowa”[13]. Gatunek typowy: Strix tengmalmi J.F. Gmelin, 1788 (= Strix funereus Linnaeus, 1758).
- Ptilipedes: gr. πτιλον ptilon „pióro”; łac. pes, pedis „stopa”, od gr. πους pous, ποδος podos „stopa”[13]. Gatunek typowy: Strix funerea Linnaeus, 1758.
- Gisella: epitet gatunkowy Ciccaba gisella Bonaparte, 1850[b]; Giselle, główna postać i bohaterka w balecie o tej samej nazwie, po raz pierwszy zagranym w 1841 roku[13]. Gatunek typowy: Strix lathami Bonaparte, 1830 (= Nyctale harrisii Cassin, 1849).
- Nyctalatinus: rodzaj Nyctala C.L. Brehm, 1828; łac. przyrostek -inus „odnoszące się do”[13]. Gatunek typowy: Nyctale harrisii Cassin, 1849.
- Cryptoglaux: gr. κρυπτος kruptos „niejasny, ukryty”; γλαυξ glaux, γλαυκος glaukos „sowa”[13]. Nowa nazwa dla Nyctala C.L. Brehm, 1828.
- Microscops: gr. μικρος mikros „mały”; σκωψ skōps, σκωπος skōpos „mała uszatka”[13]. Gatunek typowy: Strix acadica J.F. Gmelin, 1788.

### Podział systematyczny
Do rodzaju należą następujące gatunki:
- Aegolius funereus (Linnaeus, 1758) – włochatka zwyczajna
- Aegolius gradyi Olson, 2012 – włochatka bermudzka – takson wymarły w holocenie[15]
- Aegolius acadicus (J.F. Gmelin, 1788) – włochatka mała
- Aegolius ridgwayi (Alfaro, 1905) – włochatka białolica
- Aegolius harrisii (Cassin, 1849) – włochatka obrożna